# Giovanni Andrea Darif
Giovanni Andrea Darif (né à Venise le 7 septembre 1801 et mort à Milan le 2 décembre 1870) est un peintre italien, principalement de sujets religieux et de portraits de style néoclassique  actif à Udine, Milan et Venise.

## Biographie
Giovanni Andrea Darif est né à Venise d'un bibliothécaire d' Udine. Il s'est formé à l'Académie des beaux-arts de Venise auprès de Teodoro Matteini suivant un style archaïque rappelant fortement la Renaissance, avec une inspiration néo-raffaéliques. Il est mort à Milan en 1870.

## Image

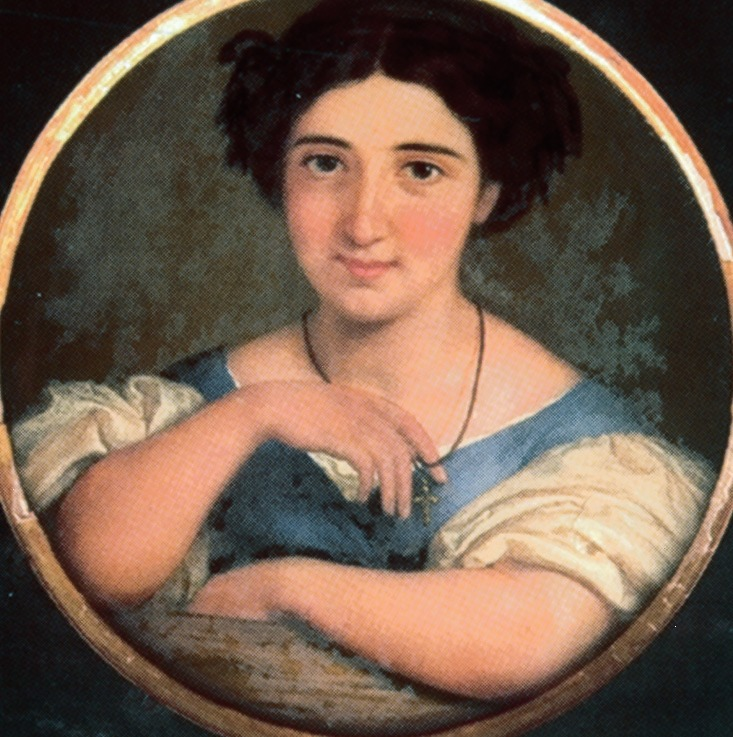
Portrait de Maddalena Morocutti, huile sur verre par Giovanni Andrea Darif, musei Civici (Udine).